# Lijn 4 (Rodalies Barcelona)
Lijn 4 (Rodalies Barcelona) (R4) is een stoptrein van Renfe Operadora als onderdeel van de Rodalies Barcelona in de metropool Barcelona in Catalonië, Spanje. Het verbindt Sant Vicenç de Calders (via Vilafranca del Penedès) met Barcelona en Manresa. In de nabije toekomst zal de lijn Manresa met Barcelona en Barcelona Airport verbinden en Vilafranca's lijn zal deel gaan uitmaken van de R2 lijn.